# Settore dei Politecnici Federali
Il Settore dei Politecnici Federali (in francese: Domaine des Écoles polytechniques fédérales; in tedesco: ETH-Bereich; in inglese: Domain of the Swiss Federal Institutes of Technology, sintetizzato in ETH Domain) è l'organizzazione che riunisce le università governative e gli istituti di ricerca svizzeri.
Ad esso aderiscono: 
- i Politecnici Federali (PF): il Politecnico di Losanna[3] e il Politecnico di Zurigo;
- gli istituti di ricerca federali: Paul Scherrer Institute (PSI)[4], Swiss Federal Laboratories for Materials Science and Technology (Empa)[5], Swiss Federal Institute of Aquatic Science and Technology (Eawag)[6], Swiss Federal Institute for Forest, Snow and Landscape Research (WSL)[7].
- altri siti: gli istituti CCEM (energia e mobilità), CCES  (ambiente e sostenibilità), CCMX (scienze dei materiali e tecnologia), NCCBI (imaging biomedicale).

Il dominio ETH è funzionalmente alle dipendenze del Dipartimento Federale dell'Economia, dell'Istruzione e della Ricerca, sebbene  un'interpretazione autentica derivata dalla relazione di accompagnamento del Consiglio Federale alla legge istitutiva lo abbia qualificato come organismo esterno al perimetro della pubblica amministrazione e pertanto non legato al Governo da un rapporto di subordinazione gerarchica.
L'indirizzo strategico e la ripartizione del budget del Consiglio federale sono stabiliti dal Consiglio dei Politecnici Federali, che opera come interfaccia fra il dominio e la politica, per quanto riguarda il ciclo di vita del budget quadriennale assegnato ai due Politecnici e alle quattro istituzioni di ricerca federali. Il Consiglio Federale stabilisce un budget che, dopo l'approvazione del Parlamento, si traduce in sei accordi di programmazione e indirizzo fra il Consiglio dei PF e le sei entità del dominio. Il Parlamento elvetico ha deliberato uno stanziamento di fondi pari 9.583 milioni di franchi svizzeri, relativamente al triennio 2013-2016.